# 丹尼尔·福特
丹尼尔·福特（英語：Daniel Ford，1931年—）是一位美国记者、小说家和历史学家，毕业于新罕布什爾大學、曼彻斯特大学和伦敦国王学院，主要作品有《飞虎队：陈纳德和他的美国志愿者，1941—1942》（Flying Tigers: Claire Chennault and His American Volunteers, 1941-1942）等。